# فؤاد العماري
فؤاد العماري هو سياسي مغربي وُلد في 1 يناير عام 1974 في دوار منود التابع لمدينة الحسيمة الواقعة في منطقة الريف في شمال المغرب، وكان عمدة لمدينة طنجة ورئيسًا لحزب الأصالة والمعاصرة، وهو شقيق السياسي المغربي إلياس العماري القيادي السابق بحزب الأصالة والمعاصرة منذ تأسيسه في عام 2008.

## مسيرته المهنية والسياسية
كان فؤاد العماري عضوًا بمجلس بلدية طنجة، وفي 1 نوفمبر عام 2010 أنتُخب عمدة لمدينة طنجة خلفًا لسمير عبد المولى الذي كان قد استقال من منصبه، واستمر فواد العماري في منصبه حتى عام 2015. كما انتُخب فؤاد العمري في عام 2011 رئيسًا لمجلس جهة طنجة تطوان الحسيمة وظل في منصبه حتى عام 2016، ثُم أصبح رئيسًا للجمعية المغربية لرؤساء الجماعات الترابية بدءًا من عام 2013، وحتى عام 2016 عندما انتُخب محمد بودرا خلفًا له. انضم فؤاد العماري مع شقيقه إلياس العمري إلى حزب الأصالة والمعاصرة منذ بداية تأسيسه في عام 2008، وأصبح منسّقًا جهويًّا للحزب في جهة طنجة تطوان الحسيمة، ثُم أمينًا عامًّا، ثُم رئيسًا للحزب حتى استقالته من رئاسة الحزب ومغادرته للحزب في عام 2018 بعدما قرر اعتزال السياسة وانتقل للعيش خارج المغرب في إحدى مدن جنوب إسبانيا.